# Direct-pe-DVD
Direct-pe-video sau direct-pentru-video (alte denumiri: direct-pe-DVD, direct-pe-iTunes, direct-pe-VHS, direct-pe-digital, realizat-pentru-video, etc) (în engleză: Direct-to-video, direct-to-DVD, direct-to-iTunes, direct-to-VHS, direct-to-digital, made-for-video, straight-to-video sau straight-to-DVD) este un termen care descrie un film care a fost distribuit pentru public direct pe un format video (inițial pe casete video VHS) fără ca filmul să fie distribuit înainte în cinematografe sau la televiziune.
Termenul este folosit, de asemenea, ca un termen peiorativ pentru filmele sau continuările unor filme de calitate inferioară sau despre care se presupune că nu vor avea succes financiar. Distribuirea producțiilor direct-pentru-video este folosită de obicei de realizatori independenți de filme și de companiile mai mici.